# Славошево (Великопольське воєводство)
Славошево (пол. Sławoszewo) — село в Польщі, у гміні Клечев Конінського повіту Великопольського воєводства.
Населення — 274 особи (2011).
У 1975—1998 роках село належало до Конінського воєводства.

## Демографія
Демографічна структура станом на 31 березня 2011 року:
|          | Загалом | Допрацездатний вік | Працездатний вік | Постпрацездатний вік |
| -------- | ------- | ------------------ | ---------------- | -------------------- |
| Чоловіки | 134     | 42                 | 82               | 10                   |
| Жінки    | 140     | 35                 | 80               | 25                   |
| Разом    | 274     | 77                 | 162              | 35                   |